# Phelipanche caesia
Phelipanche caesia är en snyltrotsväxtart som först beskrevs av Heinrich Gottlieb Ludwig Reichenbach, och fick sitt nu gällande namn av Soják. Phelipanche caesia ingår i släktet Phelipanche och familjen snyltrotsväxter. Inga underarter finns listade i Catalogue of Life.